# 山形県道27号大江西川線
山形県道27号大江西川線（やまがたけんどう27ごう おおえにしかわせん）は、山形県西村山郡大江町から西村山郡西川町に至る県道（主要地方道）である。

## 概要

### 路線データ
- 陸上距離：37.7 km[1][出典無効]
- 起点：西村山郡大江町左沢（国道458号交点）
- 終点：西村山郡西川町月山沢（国道112号交点）

## 歴史
- 1993年（平成5年）5月11日 - 建設省から、県道大江西川線が大江西川線として主要地方道に指定される[2]。
- 2020年（令和2年）4月 - 西川町大井沢で道路陥没が見つかり、山形県村山総合支庁は同月23日に当面の間、全面通行止めとした[3]。
- 2022年（令和4年）11月19日 - 貫見バイパスの一部区間 (320 m) の開通により、貫見バイパス (1.26 km) が全線開通[4]。
- 2024年（令和6年）11月23日 - 月布橋の新橋への架け替えを含む月布橋工区（西村山郡大江町大字月布、0.655 km）が開通[5]。

## 路線状況

### トンネル
- 大井沢トンネル

### 橋梁
- 顔好橋（大江町、月布川）
- 月布橋（大江町、月布川）
- 地蔵田橋（大江町、月布川）
- 山の神橋（大江町、月布川）
- 向田橋（大江町、月布川）
- 柳川橋（大江町、月布川）
- 見附橋（西川町、寒河江川）

### 冬期閉鎖区間
- 大江町柳川 - 西川町大井沢

## 地理

### 通過する自治体
- 西村山郡
  - 大江町
  - 西川町

### 交差する道路
- 国道458号（大江町左沢）
- 山形県道54号貫見間沢線（大江町貫見）
- 国道112号（西川町月山沢）

### 沿道の施設など
- 大日寺跡湯殿山神社